# Doug Ford
Douglas Robert Ford Jr. (Etobicoke, 20 novembre 1964) è un politico, imprenditore e dirigente d'azienda canadese, Premier dell'Ontario dal 2018.
Fratello di Rob Ford, anch'egli imprenditore e politico, entrambi i Ford hanno ereditato l'azienda Deco Labels dal padre. Ford gestisce l'azienda de facto dagli anni novanta, e formalmente dal 2002.
Ford è entrato in politica nel 2010 come membro dell'assemblea di Toronto. Nel 2018 è diventato leader del Partito Conservatore Progressista dell'Ontario, di destra. Il partito ha vinto le elezioni di quell'anno, e Doug Ford è diventato Premier dell'Ontario.
Conservatore, il suo governo è stato caratterizzato dall'espansione del settore privato nel sistema sanitario della provincia, dal convoglio della libertà e dai rapporti con Donald Trump.